# Acantholyda erythrocephala
Espèce
Le lyda à tête rouge ou pamphile introduit du pin ou pamphile (Acantholyda erythrocephala, anciennement Tenthredo erythrocephala) est une espèce d'insectes de l'ordre des hymenoptères et de la famille des Pamphiliidae.

## Répartition et habitat

### Répartition
Il est originaire d’Europe et de l’Asie et a été introduit en Amérique du Nord où il est très présent au Canada. Il est présent en France, notamment dans le Nord-Pas-de-Calais.

### Habitat
Le pin rouge (Pinus resinosa) et le pin blanc (Pinus strobus) sont les hôtes qu’il préfère. Il peut également se nourrir de pin gris (Pinus banksiana), de pin sylvestre (Pinus sylvestris) et de pin noir d’Autriche (Pinus nigra).

## Morphologie
Leur longueur est comprise en 10 et 12 mm. Il est bleu foncé vif et ses ailes sont partiellement foncées. Les femelles ont la tête d'un rouge prononcé vif.

## Biologie
Les adultes émergent de fin avril à début juin et s'accouplent aussitôt. Les femelles se servent de leur appendice en dents de scie pour scier l'aiguille de pin dans laquelle les œufs seront déposés. Les œufs écloront deux semaines plus tard.
Les larves matures ont une tête jaunâtre tachetée brun foncé. À leur coté et leur arrière elles possèdent des rayures rouge violacé. À plusieurs dans des sacs de soie ou des feuilles enroulées, elles se nourrissent en groupe jusqu'à fin juin-début juillet puis elles tombent au sol et passent la saison froide dans des logettes d’hivernation. Le complet développement du stade de l'œuf à la phase adulte peut se faire en un an ou deux.

## Systématique
L'espèce Tenthredo erythrocephala a été décrite par Carl von Linné en 1758.

## Synonymie
Son nom anglais est pine false webworm.
- Tenthredo erythrocephala Linnaeus, 1758
- Acantholyda (Acantholyda) erythrocephala (Linnaeus)[4]
- Acantholyda erythrocephala (Linnaeus)[4]
- Acantholyda erythrocephala var. vittata Enslin [4]
- Acantholyda grangeoni Riou [4]
- Lyda (Lyda) erythrocephala (Linnaeus)[4]
- Lyda erythrocephala (Linnaeus) [4]
- Pamphilius erythrocephalus (Linnaeus)[4]